# (3304) Pearce
(3304) Pearce (1981 EQ21) – planetoida z pasa głównego asteroid okrążająca Słońce w ciągu 5,32 lat w średniej odległości 3,05 j.a. Odkrył ją Schelte Bus 2 marca 1981 roku.